# Zamek Vajdahunyad
Zamek Vajdahunyad (węg. Vajdahunyad vára) – zamek znajdujący się w Budapeszcie, w Parku Miejskim (Városliget).

## Położenie
Zamek znajduje się w XIV. dzielnicy Budapesztu, na terenach Parku Miejskiego, na tzw. Wyspie Széchenyiego.
W części renesansowo-barokowej zamku mieści się Węgierskie Muzeum Rolnictwa.

## Historia
W 1896 z okazji 1000-lecia Węgier w stolicy odbyła się wielka Wystawa Milenijna, usytuowana w Parku Miejskim. Wzniesiono wówczas zespół budynków z nietrwałych materiałów (głównie drewna), które były kopiami obiektów z terenu Wielkich Węgier i miały reprezentować różne style w narodowej architekturze węgierskiej. Wystawa tak spodobała się publiczności, że prezentowane budynki w latach 1904–1908 zostały ponownie wybudowane z trwałych materiałów. Projektantem całości (pod nazwą Zespół Budynków Historycznych, węg. Történelmi Épületcsoport) był architekt Ignác Alpár.
Budowla jest konglomeratem kopii budynków historycznych (stylistycznie jest mieszaniną gotyku, renesansu i baroku.). Swą nazwę wzięła od najbardziej charakterystycznej kopii zamku z Vajdahunyad w Siedmiogrodzie, obecnie na terenie Rumunii.

## Zespoły architektoniczne

### Zespół budynków w stylu romańskim

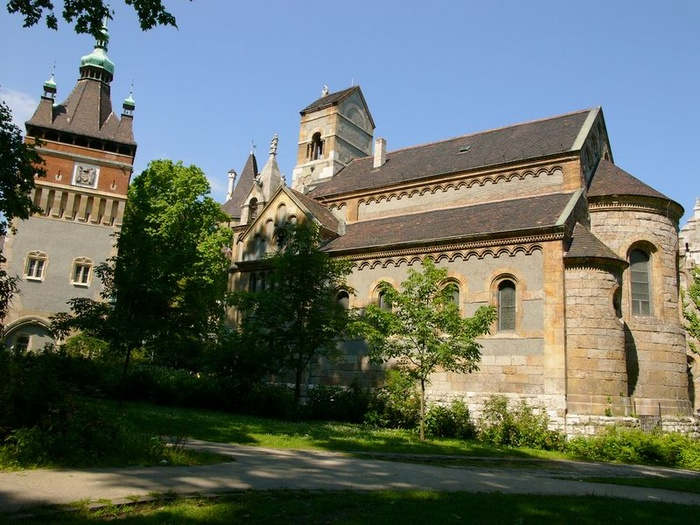
Kaplica z Ják

- Tzw. Kaplica z Ják – podstawą architektoniczną jest kościół z Lébény k. Győr, zaś portal jest kopią wejścia do kościoła w Ják.
- Krużganek – z kopiami filarów i kolumn z czasów dynastii Arpadów
- Audytorium
- Katownia – 37-metrowa wieża tortur nawiązująca architektonicznie do zamków z Górnych Węgier (węg. Felvidék), obecnie Słowacja)
- Płaska wieża (węg. Tompa-torony) – wieża od strony stawu
- Kamienny most z lwami
- Brama mostowa (lub strzelnicza) – szerokości 10,5 m – jej elementy wzorowane są na zamku biskupim z Diakováru w Slawonii (obecnie na terenie Chorwacji)
- Baszta z Segesváru – po drugiej stronie bramy; część pałacowa w stylu mieszanym wzorowanym na architekturze z okresu Andegawenów

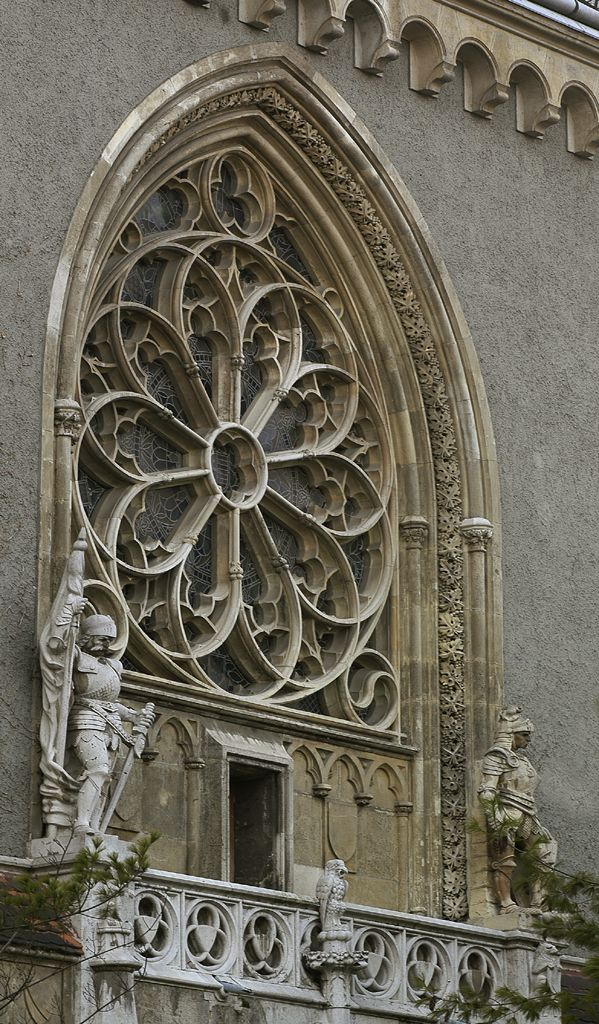
Rozeta fasady katedralnej na zamku

### Zespół budynków w stylu gotyckim
- Wieża Nje Boisia – kopia wieży z zamku w Vajdahunyadzie o tej samej nazwie, która nadała budapeszteńskiemu zamkowi charakterystyczny wygląd (i prawdopodobnie była przyczyną nadania takiej, a nie innej nazwy)
- Loggie z Hunyadu – inspirowane dziedzińcem zamkowym w Vajdahunyadzie
- Sala rycerska
- Kaplica rodu Zápolya – pomniejszona kopia kaplicy z Csütörtökhely, obecnie na terenie Słowacji
- Fasada katedry
- Dziedziniec z Hunyadu
- Kopia Wieży Apostołów z cytadeli w Segesvárze

### Zespół budynków w stylu renesansowo-barokowym
- Pałac w stylu baroku austriackiego z wejściem wzorowanym na Bramie Karola z Gyulafehérváru (obecnie w Rumunii)
- Baszta Katarzyny – powiększona kopia Bramy Katarzyny z Brassó (obecnie w Rumunii) z balkonem wzorowanym na ratuszu z Bártfa (obecnie na terenie Słowacji) po wschodniej stronie baszty
- Fasada od strony stawu w stylu renesansu niemieckiego z ozdobnym sgraffito
- 50-metrowa Wieża niemiecka z cebulowatym hełmem
- Wieża francuska – niska wieża od strony stawu inspirowana wczesnym renesansem francuskim

## Pomniki

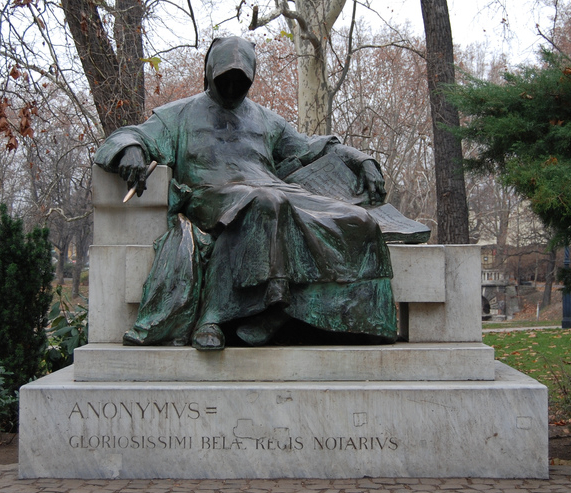
Pomnik Anonymusa

- Pomnik Ignáca Alpára (projektanta zamku) autorstwa Ede Telcsa z 1931 (naprzeciwko głównego wejścia)
- Pomnik Sándora Károlyiego (polityka węgierskiego) autorstwa Alajosa Stróbla z 1908 (na Dziedzińcu z Hunyadu)
- Pomnik Anonymusa (nieznanego z imienia pierwszego kronikarza węgierskiego, autora dzieła Bele Regis Notarius Gesta Hungarorum) autorstwa Miklósa Ligetiego z 1903
- Popiersia w południowo-wschodniej alejce spacerowej – Lajosa Mitterpachera (przyrodnika), Sámuela Tessedika (pedagoga protestanckiego), Jánosa Nagyváthyego (agronoma) i Ferenca Pethe (ekonomisty)

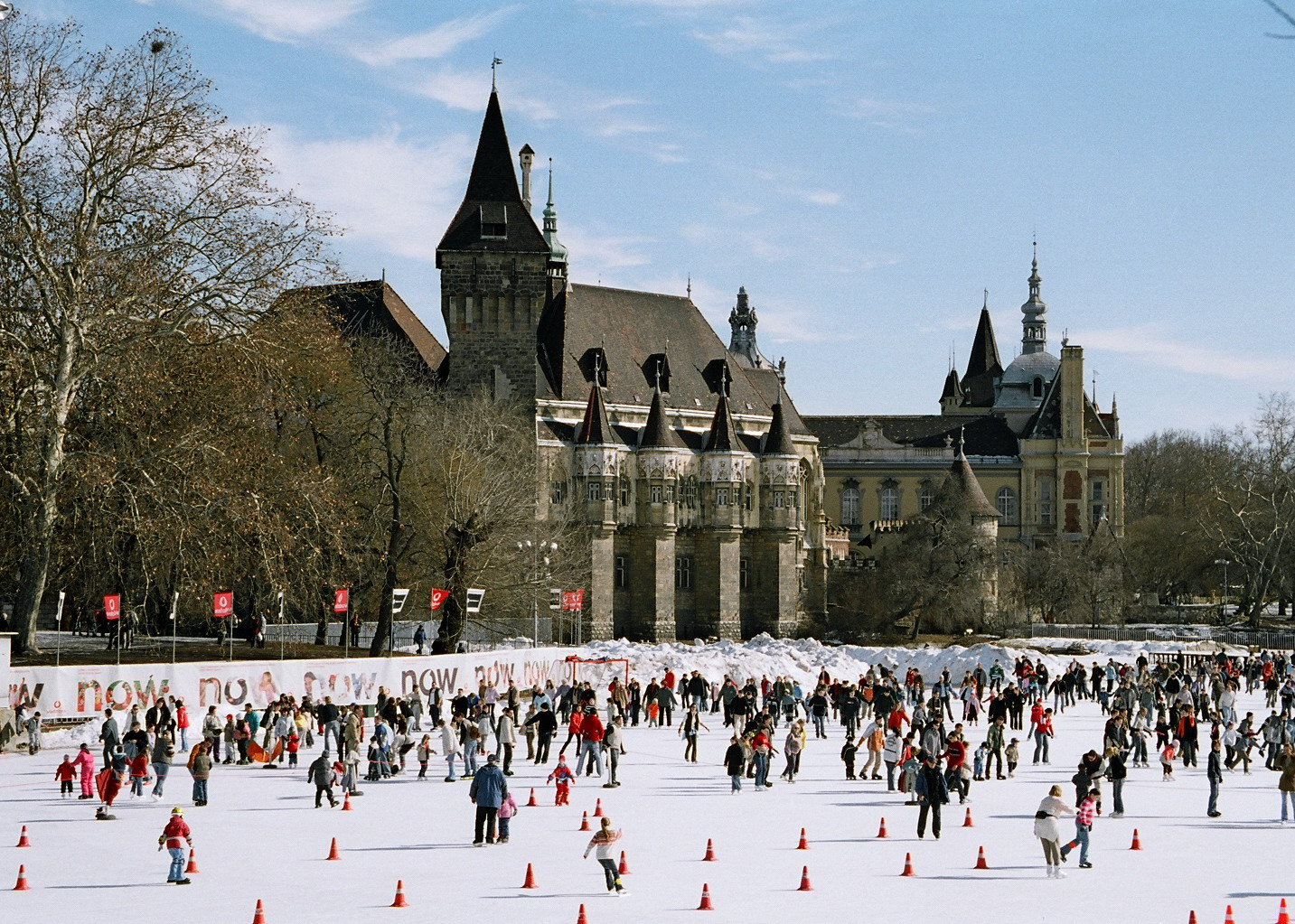
Zimowe lodowisko na przyzamkowym stawie

## Literatura
- Für Lajos, Szabó Loránd, 1988, Budapest, Vajdahunyadvár, Budapeszt: Tájak, Korok, Múzeumok Egyesület.